# Mandihal, Dharwad
Mandihal là một làng thuộc tehsil Dharwad, huyện Dharwad, bang Karnataka, Ấn Độ.